# Theodor Werner (Maler)
Theodor Werner (* 14. Februar 1886 in Jettenburg, Württemberg; † 15. Januar 1969 in München) war ein deutscher Maler.

## Leben
Theodor Werner erhielt seine erste Ausbildung an der Lehrerbildungsanstalt in Nagold, dann Nürtingen. Parallel zu seiner Tätigkeit als Lehrer studierte Werner 1908 bis 1909 an der Stuttgarter Akademie bei Robert Poetzelberger. Anschließend unternahm Werner bis 1914 Studienreisen ins Ausland, dabei besuchte er mehrfach Paris, wo er eine private Ausbildung im Atelier von Charles Guérin erhielt.
Theodor Werner begann seine Malerei mit Stillleben und Landschaftsmotiven. Die Gemälde aus den Jahren 1919 bis 1929 sind dabei stark vom impressionistischen Stil zum Beispiel eines Paul Cézannes beeinflusst. Nach dem Militärdienst im Ersten Weltkrieg lebte und arbeitete Theodor Werner bis zum Jahr 1929 als freischaffender Maler in Großsachsenheim bei Stuttgart. Anfang 1930 heiratete Werner dort die Malerin Anneliese Rütgers („Woty“). Danach zogen sie nach Paris, wo sie bis 1935 lebten. In Paris wurde er Mitglied der von Naum Gabo, Antoine Pevsner, Auguste Herbin, Theo van Doesburg und Georges Vantongerloo gegründeten Künstlergruppe Abstraction-Création.
Nach der Rückkehr nach Deutschland verhängte das nationalsozialistische Regime ein Mal- und Ausstellungsverbot über ihn. Seine Werke galten fortan als Entartete Kunst. Im Zweiten Weltkrieg wurde er von der Wehrmacht als technischer Zeichner dienstverpflichtet. 1945 wurde ein großer Teil seiner Bilder bei einem Bombenangriff vernichtet.
Die wichtigste Schaffensperiode von Theodor Werner begann 1947, als er ein bedeutender Vertreter der abstrakten Malerei wurde. Von 1946 bis 1959 lebte und arbeitete er in Berlin. 1950 wurde Werner Mitglied des nach dem Zweiten Weltkrieg wiedergegründeten Deutschen Künstlerbundes 1950, an dessen erster Jahresausstellung er 1951 in der Berliner Hochschule der Künste Berlin mit vier Arbeiten teilnahm. In den Jahren 1950 bis 1955 war er dort als Mitglied der Künstlergruppe ZEN 49 aktiv. Ferner war er von 1955 bis 1969 Mitglied der Akademie der Künste, Berlin (West), Sektion Bildende Kunst. Und von 1956 bis 1962 Stellvertretender Direktor der Sektion Bildende Kunst der Akademie der Künste, Berlin (West). 1956 wurde Theodor Werner als Ehrensenator an die Hochschule für Bildende Künste, heute Universität der Künste, berufen.
Theodor Werner war 1955 Teilnehmer der documenta 1 und – wie auch seine Frau Woty – auf der documenta II 1959 in Kassel vertreten. 1959 zog er nach München, wo er bis zu seinem Tod lebte und arbeitete. Er starb 1969 einen Monat vor seinem 83. Geburtstag und wurde auf dem Münchner Waldfriedhof beigesetzt.
Seine Bilder sind vertreten in den Sammlungen des New Yorker Museum of Modern Art und der Stuttgarter Staatsgalerie.
Seinen künstlerischen Nachlass vermachte Theodor Werner den Bayerischen Staatsgemäldesammlungen in München.

## Werke (Auswahl)
- 1951: Irgendwo, Mischtechnik, 81 × 100 cm
- 1951: Modifikationen, Mischtechnik, 81 × 100 cm
- 1951: Schöpfungstag, Mischtechnik, 81 × 100 cm
- 1951: Keimen, Mischtechnik, 100 × 81 cm (Abbildung im DKB-Ausstellungskatalog 1951)

## Auszeichnungen
- 1951: Berliner Kunstpreis
- 1953: Internationaler Preis Lissone in Mailand und Kritikerpreis der Stadt Berlin
- 1954: Kritikerpreis der Stadt Berlin.
- 1962: Oberschwäbischer Kunstpreis